# 札幌拉麵
札幌拉麵（日语：札幌ラーメン）是發祥於北海道札幌市的一種日本拉麵。與喜多方拉麵、博多拉麵并列為日本三大拉麵之一。以味噌口味為特徵。    
最早起源的是鹽味拉麵，但後來味噌口味成為代表。是日本各地風味拉麵中最早獲得全國性知名度的口味。
為了增加味噌湯底的濃郁口感，加入了大量的豬油和蒜。湯底中還加入了炒過的蔬菜，將這些蔬菜與味噌一起融化之後還可以澆在白飯上，成為口味獨特的「味噌丼飯」。麵條的含水量很高。除了味噌口味之外，也有許多店家提供醬油口味和鹽味的拉麵，但比起其他地方較鹹和較辣。

## 歷史
在第二次世界大戰前札幌已經開始生產拉麵。當時的札幌拉麵，是由在日本的中國人料理出清淡口味的湯麵。而現在的札幌拉麵，是起源於第二次世界大戰後自滿洲歸回日本的日本人所創造，以豚骨（豬骨）煮出的拉麵。
最早的札幌拉麵出現在1923年一家叫做「竹家食堂」的中國餐館。但是由於太平洋戰爭，政府實施物資統制，最後因原料不足而消失。而第二次世界大戰後的札幌拉麵，則被認為最早起源於一家叫「龍鳳」的麵店。2001年，包括了札幌拉麵在內的北海道拉麵被認定為北海道遺產。截止2006年6月，在網上登記的札幌市內的拉麵店有711家，而加上所有銷售拉麵的居酒屋、中華餐館，恐怕將超過1000家。